# 普世 (报纸)
《普世》（土耳其語：Evrensel）是一份土耳其日报。该报创刊于1995年6月7日。其报道和撰写的议题是从社会主义视角出发的。该报纸与其他土耳其报纸不同之处在于它深入研究了工会周边的问题。2017年，该报开始推出英语版新闻。该报是劳动党事实上的党报。